# 斎藤陽子
斎藤 陽子（さいとう ようこ、1968年5月17日 - ）は、日本のタレント、女優。元長野朝日放送アナウンサー。

## 略歴
長野県長野市出身。長野県長野吉田高等学校、ノーザンバージニア・コミュニティカレッジ卒業、准学士号取得。元長野朝日放送アナウンサー。身長170cm、スリーサイズはB93・W63・H90。血液型はA型。
ノーザンバージニア・コミュニティカレッジ卒業後、1991年に長野朝日放送にアナウンサーとして入社。1995年に退社後、ホリプロに所属し、タレント活動を開始する。テレビ朝日『トゥナイト2』ではグラマラスな衣裳を身にまとった司会ぶりで人気を集める。1996年からフジテレビ『スーパー競馬』の司会者となり、1997年からはVシネマなどで女優業にも挑戦。映画『SASORI IN U.S.A.』ではヌードでの濡れ場を演じた。2001年5月にインテリアデザイナーの一般人と結婚したが、2003年10月に離婚した。
その後はテレビドラマでの女優業を中心に活動していたが、2015年4月11日に更新のブログで一旦休止宣言をした後に、事務所のプロフィールページも見当たらなくなっている。引退したのか一時的な休業なのか事務所移籍したのかは明らかになっていない。

## 出演

### テレビ番組
長野朝日放送アナウンサー時代
- お天気100%
- ABNステーション（現：abnステーション）
- フリプリフライデー

フリー以後
- トゥナイト2 1995年4月〜1995年9月（テレビ朝日） - 司会
- ウンナンの桜吹雪は知っている 1995年10月-1996年4月（TBS） - 裁判官 役
- スーパー競馬 1996年10月-1999年3月（フジテレビ）
- BSジャズ喫茶 1997年4月-1998年3月（NHK BS2）
- おサイフいっぱいクイズ! QQQのQ 1998年（TBS） - 進行
- おもしろ旅美人（関西テレビ） - 司会
- どうですか歌謡曲 2004年〜2009年3月（ニッポン放送製作・NRN裏ネット） - パーソナリティー

### テレビドラマ
- こんな恋のはなし（1997年7月-9月、フジテレビ） - 平間 役
- 痛快!バツイチ・トリオ 女だけの便利屋事件簿シリーズ1-3（1998-1999年、TBS・月曜ドラマスペシャル） - 安藤理香子 役
- 天うらら（1998年4月-10月、NHK総合・連続テレビ小説） - 川嶋唯子 役
- サラリーマン金太郎（1999年1月-3月、TBS・東芝日曜劇場） - 末永美鈴 役
- ニュースキャスター霞涼子（1999年1月-3月、テレビ朝日）
- ラビリンス（1999年4月-6月、日本テレビ）
- 科捜研の女 第1シリーズ 第1話「声紋は語る！京都大文字の夜 謎の女が…」（1999年、テレビ朝日） - 今村恭子 役
- 変装の達人!!警部鬼沢平吉のファイルE（1999年12月、TBS・月曜ドラマスペシャル）
- 笑ゥせぇるすまん（1999年、テレビ朝日） - 羽仁絹子 役
- 八丁堀の七人 第1シリーズ（2000年1月-3月、テレビ朝日）
- 鏡の微笑（2000年3月、日本テレビ・火曜サスペンス劇場）
- Gメン'75スペシャル-帰って来た若獅子たち-（2000年10月23日、TBS） - 高木圭子 役
- OLヴィジュアル系スペシャル（2001年1月、テレビ朝日）
- LAST ALIVE（2001年4月-6月、テレビ東京系）
- Gメン'75スペシャル2 東京-北海道トリック殺人事件（2001年4月16日、TBS・月曜ミステリー劇場） - 高木圭子 役
- 市原悦子サスペンス 犯罪交渉人ゆり子（2001年6月、テレビ東京・女と愛とミステリー） - 田丸燿子 役
- 山村美紗サスペンス 京都グルメ旅行殺人事件（2002年2月、テレビ東京・女と愛とミステリー） - 藤田みどり 役
- 西村京太郎トラベルミステリー39 オリエント急行殺人事件（2003年1月、テレビ朝日・土曜ワイド劇場） - 藤原さつき 役
- 終着駅シリーズ16 壁の目（2003年7月、テレビ朝日・土曜ワイド劇場）
- 熱血刑事吉永誠一・絵が殺した（2004年5月、テレビ東京・女と愛とミステリー）
- 特捜刑事・遠山怜子2（2004年10月、テレビ東京・女と愛とミステリー）
- 外科医 鳩村周五郎（2004年11月、フジテレビ・金曜エンタテイメント）
- 仮釈放の女（2005年10月、テレビ朝日・土曜ワイド劇場）
- いい女（2006年10月-12月、TBS・愛の劇場）
- 女かけこみ寺 刑事・大石水穂（2008年1月9日、テレビ東京・水曜ミステリー9） - 鶴風きく子 役
- キッパリ!!（2008年9月-10月、TBS・ひるドラ） - 南川 唯 役
- 法医学教室の事件ファイル(27)　襲われた婚約者（2008年11月22日、テレビ朝日・土曜ワイド劇場） - 元木不二子 役
- 放課後はミステリーとともに 3回表/裏（2012年5月21日・28日、TBS） - 門倉典子 役
- 警視庁南平班〜七人の刑事〜6（2013年4月8日、TBS・月曜ゴールデン） - 大澤亜希子 役
- 嘘の証明 犯罪心理分析官・梶原圭子3（2013年10月23日、テレビ東京・水曜ミステリー9） - 大村晶子 役

### 映画
- サラリーマン専科（1995年、朝原雄三監督） - 矢島ひとみ 役
- SASORI IN U.S.A.（1997年、後藤大輔監督） - 主演 松島ナミ 役
- 大安に仏滅!?（1998年、和泉聖治監督） - 信田京子 役
- サラリーマン金太郎（1999年、三池崇史監督） - 末永美鈴 役
- 市民ポリス69（2011年、本田隆一監督） - 芳一美里 役
- LIAR GAME -再生-（2012年、松山博昭監督） - 阿部ユキコ 役

### オリジナルビデオ
- ぴんくギャル（1996年、阿部誠華監督） - 笈川セセラ 役
- ぴんくギャルII（1996年） - 笈川セセラ 役

### ゲームソフト
- 探偵 神宮寺三郎 灯火が消えぬ間に（プレイステーション用ソフト） - 御苑洋子 役（声）
- ユーラシアエクスプレス殺人事件（プレイステーション用ソフト） - 伊吹かおる 役
- 相棒DS（ニンテンドーDS用ソフト） - 三沢理奈 役

## 書籍

### 著書
- myself-斎藤陽子フォトエッセイ集（1998年8月、扶桑社） ISBN 4594025595

### 写真集
- モアクレエ-斎藤陽子写真集（1996年9月、緒方秀美撮影、ワニブックス） ISBN 4847024397

### イメージビデオ・DVD
- Pluchra（1997年3月、ポニーキャニオン）